# 849
| 849                |
| ------------------ |
| Dødsfald - Fødsler |
|                    |

| Gregoriansk kalender | 849 DCCCXLIX            |
| Ab urbe condita      | 1602                    |
| Armensk kalender     | 298 ԹՎ ՄՂԸ              |
| Kinesiske kalender   | 3545 – 3546 戊辰 – 己巳 |
| Etiopisk kalender    | 841 – 842               |
| Jødisk kalender      | 4609 – 4610             |
| Hindukalendere       |                         |
| - Vikram Samvat      | 904 – 905               |
| - Shaka Samvat       | 771 – 772               |
| - Kali Yuga          | 3950 – 3951             |
| Iransk kalender      | 227 – 228               |
| Islamisk kalender    | 234 – 235               |

Se også 849 (tal)